# Discografia de Sorriso Maroto
A discografia de Sorriso Maroto, consiste em 8 álbuns de estúdio, 14 álbuns ao vivo, 2 extended play (EP), 2 coletâneas e 48 singles, lançados desde o início da carreira.

## Álbuns

### Álbuns de estúdio
| Álbum                 | Detalhes                                                                                                |
| --------------------- | --- |
| Sorriso Maroto        | - Lançamento: 10 de abril de 2002 - Formatos: CD, download digital, streaming - Gravadora: Deckdisc     |
| Por Você              | - Lançamento: 27 de maio de 2003 - Formatos: CD, download digital, streaming - Gravadora: Deckdisc      |
| É Diferente           | - Lançamento: 10 de novembro de 2006 - Formatos: CD, download digital, streaming - Gravadora: Deckdisc  |
| Sinais                | - Lançamento: 1 de maio de 2009 - Formatos: CD, download digital, streaming - Gravadora: Deckdisc       |
| De Volta Pro Amanhã   | - Lançamento: 10 de junho de 2016 - Formatos: CD, download digital, streaming - Gravadora: Som Livre    |
| Ensaio                | - Lançamento: 11 de janeiro de 2019 - Formatos: Download digital, streaming - Gravadora: Sony Music     |
| Ensaio Aberto AMA     | - Lançamento: 23 de janeiro de 2020 - Formatos: Download digital, streaming - Gravadora: Sony Music     |
| Juntos (com Dilsinho) | - Lançamento: 20 de janeiro de 2022 - Formatos: CD, download digital, streaming - Gravadora: Sony Music |

### Álbuns ao vivo
| Álbum                                                             | Detalhes | Vendas        | Certificações |
| ----------------------------------------------------------------- | --- | ------------- | ------------- |
| Por Você Ao Vivo                                                  | - Lançamento: 3 de maio de 2005 - Formatos: DVD, download digital, streaming - Gravadora: Deckdisc           |               |               |
| É Diferente Ao Vivo                                               | - Lançamento: 10 de fevereiro de 2007 - Formatos: DVD, download digital, streaming - Gravadora: Deckdisc     |               |               |
| Ao Vivo em Recife                                                 | - Lançamento: 1 de janeiro de 2010 - Formatos: DVD, download digital, streaming - Gravadora: Universal Music | - PMB: 40.000 | - PMB: Ouro   |
| Sorriso 15 Anos - Ao Vivo                                         | - Lançamento: 10 de julho de 2012 - Formatos: DVD, download digital, streaming - Gravadora: Som Livre        |               |               |
| Sorriso Eu Gosto - Ao Vivo no Maracanãzinho                       | - Lançamento: 24 de novembro de 2014 - Formatos: DVD, download digital, streaming - Gravadora: Som Livre     |               |               |
| De Volta Pro Amanhã - Ao Vivo                                     | - Lançamento: 15 de dezembro de 2017 - Formatos: DVD, download digital, streaming - Gravadora: Som Livre     |               |               |
| Ao Cubo, Ao Vivo, Em Cores                                        | - Lançamento: 29 de março de 2019 - Formatos: DVD, download digital, streaming - Gravadora: Sony Music       | - PMB: 40.000 | - PMB: Ouro   |
| A.M.A - Ao Vivo                                                   | - Lançamento: 7 de maio de 2021 - Formatos: DVD, download digital, streaming - Gravadora: Sony Music         |               |               |
| Juntos - Ao Vivo no Rio de Janeiro (com Dilsinho)                 | - Lançamento: 10 de agosto de 2022 - Formatos: DVD, download digital, streaming - Gravadora: Sony Music      |               |               |
| Como Antigamente                                                  | - Lançamento: 22 de setembro de 2022 - Formatos: CD, download digital, streaming - Gravadora: Sony Music     |               |               |
| Sorriso Eu Gosto – No Pagode                                      | - Lançamento: 9 de novembro de 2023 - Formatos: CD, download digital, streaming - Gravadora: Sony Music      |               |               |
| Sorriso Maroto As Antigas – Ao Vivo                               | - Lançamento: 22 de agosto de 2024 - Formatos: CD, download digital, streaming - Gravadora: Sony Music       |               |               |
| Sorriso Eu Gosto no Pagode: Vol. 2                                | - Lançamento: 19 de dezembro de 2024 - Formatos: CD, download digital, streaming - Gravadora: Sony Music     |               |               |
| Sorriso Eu Gosto no Pagode Vol. 3 – Homenagem ao Fundo de Quintal | - Lançamento: 15 de maio de 2025 - Formatos: CD, download digital, streaming - Gravadora: Sony Music         |               |               |

### Extended plays(EP)
| Álbum                        | Detalhes                                                                                                 |
| ---------------------------- | --- |
| Riscos e Certezas            | - Lançamento: 24 de novembro de 2014 - Formatos: EP, download digital, streaming - Gravadora: Som Livre  |
| A.M.A. - Acústico em Alagoas | - Lançamento: 17 de dezembro de 2021 - Formatos: EP, download digital, streaming - Gravadora: Sony Music |

### Coletâneas
| Álbum               | Detalhes                                                                                           |
| ------------------- | -------------------------------------------------------------------------------------------------- |
| 100% Sorriso Maroto | - Lançamento: 11 de dezembro de 2012 - Formatos: Download digital, streaming - Gravadora: Deckdisc |
| Fundamental         | - Lançamento: 2013 - Formatos: Download digital, streaming - Gravadora: Deckdisc                   |

## Singles

#### Como artista principal
| Ano  | Título                                                                        | Melhores posições | Álbum                                       |
| Ano  | Título                                                                        | BRA               | Álbum                                       |
| ---- | ----------------------------------------------------------------------------- | ----------------- | ------------------------------------------- |
| 2001 | "Coração Deserto"                                                             | 95                | Sorriso Maroto                              |
| 2002 | "Ainda Gosto de Você"                                                         | 64                | Sorriso Maroto                              |
| 2003 | "Nada de Pensar em Despedida"                                                 | 28                | Por Você                                    |
| 2003 | "Me Espera"                                                                   | 54                | Por Você                                    |
| 2003 | "Por Você"                                                                    | 30                | Por Você                                    |
| 2004 | "Diz Que Quer Ficar"                                                          | 55                | Por Você                                    |
| 2004 | "Cadê Você"                                                                   | 35                | Por Você                                    |
| 2005 | "Me Olha nos Olhos"                                                           | 31                | Por Você: Ao Vivo                           |
| 2005 | "Disfarça"                                                                    | 48                | Por Você: Ao Vivo                           |
| 2006 | "Engano"                                                                      | 19                | Por Você: Ao Vivo                           |
| 2006 | "Futuro Prometido"                                                            | 9                 | É Diferente                                 |
| 2007 | "Tenho Medo"                                                                  | 33                | É Diferente                                 |
| 2007 | "Em Suas Mãos"                                                                | 56                | É Diferente                                 |
| 2007 | "O Que Tinha Que Dar"                                                         | 76                | É Diferente                                 |
| 2007 | "Não Tem Perdão"                                                              | 25                | É Diferente: Ao Vivo                        |
| 2008 | "Faz Assim"                                                                   | 49                | É Diferente: Ao Vivo                        |
| 2008 | "Fica Combinado Assim"                                                        | 34                | É Diferente: Ao Vivo                        |
| 2008 | "A Primeira Namorada"                                                         | 18                | É Diferente: Ao Vivo                        |
| 2008 | "Amanhã"                                                                      | 23                | É Diferente: Ao Vivo                        |
| 2009 | "Ainda Existe Amor em Nós"                                                    | 30                | Sinais                                      |
| 2009 | "Sinais"                                                                      | 24                | Sinais                                      |
| 2009 | "E Agora Nós?" (part. Ivete Sangalo)                                          | 11                | Sinais                                      |
| 2010 | "Na Cama"                                                                     | 52                | Ao Vivo em Recife                           |
| 2011 | "Clichê"                                                                      | 10                | Ao Vivo em Recife                           |
| 2011 | "Quem Tá Solteiro Nunca Fica Só"                                              | 67                | Ao Vivo em Recife                           |
| 2012 | "Assim Você Mata o Papai"                                                     | 6                 | Sorriso 15 Anos - Ao Vivo                   |
| 2012 | "Se Eu Te Pego, Te Envergo"                                                   | 6                 | Sorriso 15 Anos - Ao Vivo                   |
| 2012 | "Vai e Chora"                                                                 | 5                 | Sorriso 15 Anos - Ao Vivo                   |
| 2013 | "Brigas Por Nada" (part. Coral Resgate)                                       | 10                | Sorriso 15 Anos - Ao Vivo                   |
| 2013 | "Fofinha Delícia"                                                             | 14                | Riscos e Certezas                           |
| 2013 | "Mais Fácil (Easier)" (part. Brian McKnight)                                  | 7                 | Riscos e Certezas                           |
| 2013 | "Guerra Fria" (part. Jorge & Mateus)                                          | 5                 | Riscos e Certezas                           |
| 2014 | "Tá Bom, Aham"                                                                | 32                | Riscos e Certezas                           |
| 2014 | "Pra Você Escutar"                                                            | 77                | Riscos e Certezas                           |
| 2014 | "Instigante"                                                                  | 10                | Sorriso Eu Gosto - Ao Vivo no Maracanãzinho |
| 2015 | "1 Metro e 65"                                                                | 15                | Sorriso Eu Gosto - Ao Vivo no Maracanãzinho |
| 2015 | "Lua de Mel"                                                                  | 38                | Sorriso Eu Gosto - Ao Vivo no Maracanãzinho |
| 2015 | "Tudo Tem Saída" (part. Bom Gosto)                                            | 98                | Sorriso Eu Gosto - Ao Vivo no Maracanãzinho |
| 2016 | "Dependente"                                                                  | 39                | De Volta Pro Amanhã                         |
| 2016 | "Indiferença"                                                                 | 28                | De Volta Pro Amanhã                         |
| 2017 | "Eu Já Te Quis Um Dia"                                                        | 29                | De Volta Pro Amanhã                         |
| 2017 | "Anjos Guardiões de Amor"                                                     | 25                | De Volta Pro Amanhã - Ao Vivo               |
| 2018 | "Chave e Cadeado"                                                             | 26                | Não adicionado à nenhum álbum               |
| 2018 | "O Impossível"                                                                | 65                | Não adicionado à nenhum álbum               |
| 2019 | "Escondido dos Seus Pais"                                                     | 28                | Ao Cubo, Ao Vivo, Em Cores                  |
| 2019 | "50 Vezes" (part. Dilsinho)                                                   | 22                | Ao Cubo, Ao Vivo, Em Cores                  |
| 2019 | "Reprise"                                                                     | 27                | Ao Cubo, Ao Vivo, Em Cores                  |
| 2020 | "Sinal Vital"                                                                 | 41                | AMA                                         |
| 2020 | "100 Likes" (part. Belo)                                                      | 10                | A.M.A - Ao Vivo                             |
| 2021 | "Eu Topo"                                                                     | 3                 | A.M.A - Ao Vivo                             |
| 2021 | "Nosso Flow"                                                                  | 18                | A.M.A - Ao Vivo                             |
| 2022 | "Mensagem Apagada" (com Dilsinho)                                             | 18                | Juntos                                      |
| 2022 | "Volta Pra Casa"                                                              | 91                | Como Antigamente                            |
| 2023 | "Ninguém Merece Amar Sozinho" (part. Ludmilla)"                               | -                 | Como Antigamente                            |
| 2023 | "Segredos"                                                                    | -                 | Como Antigamente                            |
| 2023 | "Ela" (part. Ferrugem)                                                        | 11                | Sorriso Eu Gosto – No Pagode                |
| 2023 | "Me Olha nos Olhos / Futuro Prometido / Não Tem Perdão" (part. Gloria Groove) | -                 | Sorriso Eu Gosto – No Pagode                |

#### Como artista convidado
| Ano  | Título                                                            | Melhor posição | Álbum                          |
| Ano  | Título                                                            | BRA            | Álbum                          |
| ---- | ----------------------------------------------------------------- | -------------- | ------------------------------ |
| 2009 | "Onde Eu Errei" (Bruno Miguel part. Sorriso Maroto)               | 68             | Não adicionado à nenhum álbum  |
| 2012 | "É Nóis Faze Parapapá" (Michel Teló part. Sorriso Maroto)         | 3              | Sunset                         |
| 2019 | "Pouco a Pouco" (Dilsinho part. Sorriso Maroto)                   | 18             | Terra do Nunca                 |
| 2020 | "Melhor Que Nada" (Karinah part. Sorriso Maroto)                  | 17             | Não adicionado à nenhum álbum  |
| 2020 | "Girl" (MC Livinho part. Sorriso Maroto)                          | —              | Não adicionado à nenhum álbum  |
| 2020 | "Quase Lá" (Lexa part. Sorriso Maroto)                            | —              | Lexa                           |
| 2021 | "Não É Por Maldade" (Ludmilla part. Sorriso Maroto)               | —              | Numanice Ao Vivo               |
| 2021 | "Vilão Particular" (Cortesia da Casa part. Sorriso Maroto e Xamã) | —              | Vilão Particular               |
| 2021 | "A Última Ex" (Rogerinho part. Sorriso Maroto)                    | —              | Não adicionado à nenhum álbum  |
| 2022 | "7x1" (Felipe Araújo part. Sorriso Maroto)                        | —              | Clube do Araújo                |
| 2022 | "Cadarço" (Diego & Victor Hugo part. Sorriso Maroto)              | —              | Ao Vivo em São Paulo           |
| 2022 | "Não Demora" (MC Cabelinho part. Sorriso Maroto)                  | —              | Não adicionado à nenhum álbum  |
| 2022 | "Nada de Pensar com o Coração" (Marvvila part. Sorriso Maroto)    | —              | Marvvila na Área               |
| 2022 | "Anja & Malvada" (Arthur Aguiar part. Sorriso Maroto)             | —              | Anja & Malvada (Ao Vivo)       |
| 2023 | "Avisos" (Pique Novo part. Sorriso Maroto)                        | —              | Histórias Pra Cantar - Ao Vivo |
| 2023 | "Em Primeira Mão" (Lauana Prado part. Sorriso Maroto)             | —              | Ao Vivo em Brasília            |

#### Singlespromocionais
| Ano  | Título                 | Álbum                                      |
| ---- | ---------------------- | ------------------------------------------ |
| 2009 | "Caso Encerrado"       | Não adicionado à nenhum álbum              |
| 2009 | "Coisa de Momento"     | Não adicionado à nenhum álbum              |
| 2015 | "Tá Me Dando Mole"     | Sorriso Eu Gosto: Ao Vivo no Maracanãzinho |
| 2017 | "Conversinha Paralela" | De Volta Pro Amanhã                        |
| 2018 | "Toda Hora é Hora"     | Trilha sonora de O Sétimo Guardião         |